# Agripin Aleksandrijski
Papa Agripin, deseti papa Aleksandrije i patrijarh svete Stolice sv. Marka. Zaređen je za svećenika na crkvi u Aleksandriji.

## Pregled
Kada je umro 9. papa sv. Keladion 16. srpnja 166. godine (9. dan Epipa prema koptskom kalendaru), biskupi i vjernici Aleksandrije su se, nakon izvjesnog kašnjenja, za čije razloge se ne postoje relevantni izvori, okupili i jednoglasno izabrali Agripina za patrijarha.
Agripin je propovijedao Božju riječ i poučavao načela vjere prema njenim živućim zakonima. Čuvao je i povećavao svoje stado svom svojom snagom, poučavajući ih evanđelju i moleći se za njih.
Prema koptskoj tradiciji, Agripin nije posjedovao nikakvo srebro ili zlato, osim onoga koje je bilo nužno za njegove osnovne osobne potrebe.

## Smrt i štovanje
Prema zapisima Euzebija iz Cezareje, služio je dvanaest godina i tijekom svoga službovanja ostao je nepokolebljiv u vjeri i širenju evanđelja, a odlazi u vrijeme vladavine (161. – 180.) Marka Aurelija (121. – 180.), 12. veljače (5. dan Amshira prema koptskom kalendaru) 178. godine.
 Pokopan je u crkvi sv. Marka u Baukalisu, Aleksandrija s očevima koji su mu prethodili.

Štuje se u koptskoj pravoslavnoj Crkvi 12. veljače (5. dan Amshira prema koptskom kalendaru zabilježenom u sinaksarionu).

## Vanjske poveznice
- Khaled Gamelyan - The Coptic Encyclopedia, opensource
- Meinardus, Otto F.A. 2002. Two Thousand Years of Coptic Christianity. American University in Cairo Press. ISBN 978-977-424-757-6
- Holweck, F. G., A Biographical Dictionary of the Saints. St. Louis, MO: B. Herder Book Co. 1924.

| Koptski pape Aleksandrije          | Koptski pape Aleksandrije       | Koptski pape Aleksandrije         |
| ---------------------------------- | ------------------------------- | --------------------------------- |
| prethodnik Keladion Aleksandrijski | Aleksandrijski pape 167. - 178. | nasljednik Julijan Aleksandrijski |